# Вызорок
Вы́зорок (бел. Вызарак) — деревня в Городищенском сельсовете Барановичского района Брестской области Белоруссии. Население — 20 человек (2023).

## География
Расположена в 20,5 км (23 км по автодорогам) к северо-северо-востоку от центра Барановичей, на расстоянии 6,5 км (7,5 км по автодорогам) к востоку-юго-востоку от центра сельсовета, городского посёлка Городище. Есть кладбище, к северу от деревни находится молочно-товарная ферма.

## История
В 1909 году — деревня Циринской волости Новогрудского уезда Минской губернии, 11 дворов. С 1921 года в составе Польши, в гмине Цирин Новогрудского повета Новогрудского воеводства, в 1921 году — 4 двора.
С 1939 года в составе БССР, в 1940–62 годах — в Городищенском районе Барановичской, с 1954 года Брестской области. Затем — в Барановичском районе. С конца июня 1941 года по июль 1944 года оккупирована немецко-фашистскими войсками. 
26 июня 2013 года передана из упразднённого Карчёвского сельсовета в Городищенский.

## Население
По состоянию на 1 января 2023 года в деревне проживало 20 человек в 12 хозяйствах, в том числе 1 моложе трудоспособного возраста, 14 — в трудоспособном возрасте и 5 — старше трудоспособного возраста.
| Численность населения (по переписи) | Численность населения (по переписи) | Численность населения (по переписи) | Численность населения (по переписи) | Численность населения (по переписи) | Численность населения (по переписи) |
| 1909                                | 1921                                | 1959                                | 1999                                | 2009                                | 2019                                |
| ----------------------------------- | ----------------------------------- | ----------------------------------- | ----------------------------------- | ----------------------------------- | ----------------------------------- |
| 70                                  | ↘23                                 | ↗120                                | ↘64                                 | ↘29                                 | ↘16                                 |